# نزيه مؤيد العظم
نزيه مؤيد العظم (1890-1977) سياسي سوري من دمشق، كان أحد قادة الثورة السورية الكبرى وهو صهر الدكتور عبد الرحمن الشهبندر.

## البداية
ولِد نزيه مؤيد العظم بدمشق في أسرة سياسية عريقة، وكان والده تقي الدين مؤيد الغظم من الملاكين الكبار. دَرس في المدارس الدينية في سوق البزورية وأكمل تحصيله العلمي في الجامعة الأميركية في بيروت، حيث تخرج عام 1913. التحق بعدها بالجيش العثماني وخَدم في بلدة عاليه بجبل لبنان وفي مدينة اللد في فلسطين. حَصل شجار بينه وبين ضابط عثماني أدى إلى مقتل الأخير، مما أجبر مؤيد العظم على الفرار بعد صدور قرار إعدام بحقه. لجأ إلى مصر وبقي فيها حتى سقوط الحكم العثماني في سورية مع نهاية الحرب العالمية الأولى عام 1918.

## العمل السياسي
دَخل مؤيد العظم عالم السياسة عن طريق الدكتور عبد الرحمن الشهبندر، طبيب الأسرة الذي تزوج من شقيقته سارة مؤيد العظم في مطلع العشرينيات. وفي عام 1925، انضم مؤيد العظم إلى حزب الشعب الذي أسسه الشهبندر بدمشق، وكان ينادي بتحرير سورية من الاحتلال الفرنسي ويطالب بتأسيس نظام ملكي دستوري، يكون فيه العرش وراثياً لأحد أبناء الشريف حسين بن علي، أمير مكة المكرمة وقائد الثورة العربية الكبرى ضد العثمانيين.

## دوره في الثورة العربية الكبرى
التحق نزيه مؤيد العظم بصفوف الثورة السورية الكبرى عند اندلاعها من جبل الدروز عام 1925، بقيادة سلطان باشا الأطرش. لعب دوراً محورياً في تهريب السلاح إلى غوطة دمشق وشارك في معظم معاركها، فأصدرت فرنسا حكم إعدام بحقه وبحق الشهبندر. هرب الشهبندر إلى مصر وتوجه مؤيد العظم إلى الحجاز ومن ثمّ إلى اليمن حيث حلّ ضيفاً على الإمام يحيى حميد الدين.

## العودة إلى سورية
عاد مؤيد العظم إلى دمشق في تموز 1930، بعد صدور عفو عنه، وعَمل مع رئيس الوزراء الأسبق رضا باشا الركابي، الذي ترشح لأول انتخابات رئاسية في سورية عام 1932. وبعدها بثلاث سنوات انضم مؤيد العظم مجدداً إلى كتلة الشهبندر الذي كان قد عاد إلى سورية وترأس المعارضة ضد حكم الكتلة الوطنية، الممثَلة في حينها بشخص رئيس الحكومة جميل مردم بك.

## جريمة اغتيال الشهبندر
قُتل عبد الرحمن الشهبندر داخل عيادته الطبية بدمشق يوم 6 تموز 1940 وأرادت حكومة الانتداب إلصاق الجريمة بخصومه من الكتلة الوطنية، وشاركهم مؤيد العظم الرأي. ذهب أحد رجالات الاستخبارات الفرنسية، ويدعى جوزيف جميّل، إلى نزيه مؤيد العظم وقال له: «اقتلوا بالمقابل واحداً من الكتلة الوطنية!» رُتب اجتماع في دار مؤيد العظم جمع بين ثلاثة من الجناة ومدير الشرطة صفوح مؤيد العظم، قُرر فيه توجيه التهم إلى كل من جميل مردم بك ولطفي الحفّار وسعد الله الجابري. هَرب الثلاثة إلى العراق وشُكلت محكمة خاصة لمحاكمتهم في دمشق، بناء على إدعاء شخصي قدمه مؤيد العظم نيابة عن شقيقته. ولكن المحكمة العسكرية الفرنسية وجدت أن لا علاقة لهم بهذه الجريمة وأعلنت برائتهم من دماء الشهبندر.

## السنوات الأخيرة والوفاة
غاب نزيه مؤيد العظم عن المشهد العام بعد غياب الشهبندر، وعاش طويلاً من بعدها حتى وفاته عن عمر ناهز 87 عاماً سنة 1977. وقد جمعت أوراقه الخاصة في متحف الوثائق التاريخية بدمشق، التابع لوزارة الثقافة السورية وثم جمع بعضها بكتاب سنة 2004.